# Ланд О Лејкс (Флорида)
Ланд О Лејкс (енгл. Land O Lakes) насељено је место без административног статуса у америчкој савезној држави Флорида.

## Демографија
По попису из 2010. године број становника је 31.996, што је 11.025 (52,6%) становника више него 2000. године.
| Група             | 2000.          | 2010.          |
| Белци             | 18.147 (86,5%) | 24.058 (75,2%) |
| Афроамериканци    | 442 (2,1%)     | 1.613 (5,0%)   |
| Азијати           | 278 (1,3%)     | 927 (2,9%)     |
| Хиспаноамериканци | 1.836 (8,8%)   | 4.860 (15,2%)  |
| Укупно            | 20.971         | 31.996         |